# Marcaria
Marcaria – miejscowość i gmina we Włoszech, w regionie Lombardia, w prowincji Mantua.
Według danych na rok 2004 gminę zamieszkiwało 6965 osób, 78,3 os./km².